# Samuel Berger
Samuel Berger (n. 25 decembrie 1884, Chicago, Illinois, SUA – d. 23 februarie 1925, California, SUA) a fost un boxer ce a reprezentat Statele Unite ale Americii, medaliat olimpic. A participat la o ediție a Jocurilor Olimpice (1904) în care a câștigat o medalie de aur.

## Participări
Lista de mai jos prezintă principalele competiții la care a participat Samuel Berger de-a lungul carierei.
- boxing at the 1904 Summer Olympics – heavyweight[*]